# 誠孝昭皇后
誠孝昭皇后（1379年—1442年），张氏，明仁宗朱高炽的皇后，同時也是明朝第一位皇太后與太皇太后。

## 身世
河南永城人，父张麒，母仝夫人。洪武二十九年（1396年），朱高炽被立为燕王世子，张氏因为姿色美麗，被選為燕世子妃。永乐二年（1404年），又册为皇太子妃。張氏生下三子一女，朱瞻基、朱瞻墉、朱瞻墡、嘉兴公主。
张氏孝谨温顺，侍奉成祖夫妇尽心周到，故很得公婆的欢心。仁宗朱高炽虽贵为太子，但很不得父亲宠爱，二十年来，太子的位置屡受亲生弟弟的威胁，几度面临被废的情形，最后得以鞏固地位并登基为帝，其中有不少是张氏的功劳。

## 中宫
仁宗生性仁厚端重，舉止言行沉靜有法度，但有時不免失之於懦怯。成祖最喜愛次子漢王朱高煦，覺得他最像自己，有心廢太子立漢王，但徐皇后和大臣們一直阻攔。而且張氏所生長子朱瞻基聰慧好學，深得成祖寵愛，成祖也很喜愛張氏這個兒媳婦，所以最後為了這些原因，才沒有廢太子。
永乐二十二年（1424年），成祖病崩，太子朱高炽即位后，立刻册封嫡妻张氏为皇后，长子朱瞻基为皇太子。
仁宗日夜勤于政事，是位贤明的君主，可惜在位不足一年便一病而亡，享年48岁。張氏迫郭贵妃 (明朝)等4人自縊殉葬。

## 皇太后

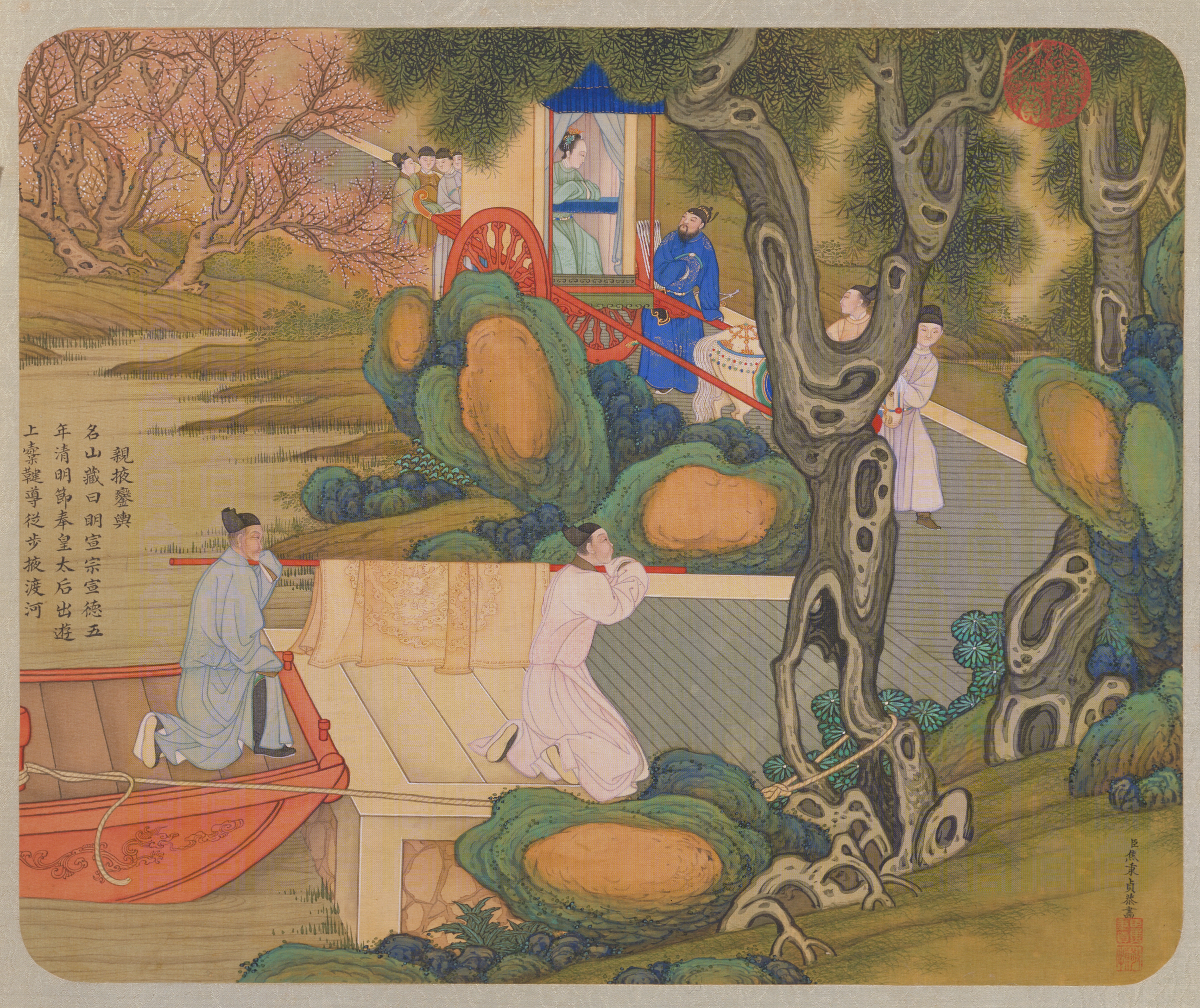
清焦秉贞绘宣宗奉皇太后出游图

宣德元年（1426年），太子朱瞻基即位，是为明宣宗，尊封母親張皇后為皇太后，張氏因而成為明代首位皇太后。宣宗事太后極孝，「入奉起居，出奉游宴」，但凡貢物先奉太后，再自己享受。宣宗寵愛孙贵妃，廢皇后胡善祥改立孫妃為后，太后憐胡氏無過被廢，一直非常照顧胡氏，宴席也命胡氏位居孫皇后之上。

## 太皇太后
宣德十年（1435年）正月，明宣宗駕崩，享年37歲。張氏殺害女性10人陪葬。皇太子朱祁镇才九岁，諸臣猜測太后是否會立自己別的兒子為皇帝，但張太后並沒有這麼做，而是親自指定皇太子朱祁鎮為新天子。於是朱祁鎮即位成為明朝第六代皇帝，尊祖母張太后為太皇太后，生母孫皇后為皇太后，成為明代第一位太皇太后。
張太皇太后严加抑制外戚，不许她的兄弟们干政。当时英宗宠信太监王振，太皇太后得知大怒，重重惩罚了王振。導致在太皇太后有生之年，王振一直不敢干政。
張氏于正统七年（1442年）病重，不久崩逝。上尊谥曰“诚孝恭肃明德弘仁顺天昭圣昭皇后”，与仁宗合葬献陵。

## 衍生形象

### 電視劇
| 年份 | 劇名         | 演員 | 剧中称谓                                                                                       |
| ---- | ------------ | ---- | ---------------------------------------------------------------------------------------------- |
| 2019 | 《大明风华》 | 吴越 | 燕王世子妃→太子妃→明仁宗皇后→明宣宗圣母皇太后→明英宗太皇太后→景泰帝太皇太后→诚孝昭皇后（追谥） |
| 2022 | 《尚食》     | 劉敏 | 太子妃→皇后（誠孝昭皇后）→皇太后                                                               |